# Eberhard Trumler
Eberhard Trumler (Vienna, 22 ottobre 1923 – Birken-Honigsessen, 4 marzo 1991) è stato uno zoologo ed etologo austriaco.

## Biografia
Allievo di Konrad Lorenz è considerato uno dei fondatori dell'etologia canina. Ha vissuto per circa trent'anni con sessanta cani studiandone il comportamento e le attitudini. Viene ricordato anche per la co-fondazione con Lorenz della Eberhard-Trumler-Station - The society for pet research. 

## Opere tradotte in italiano
- A tu per tu con il cane, Milano, Mondadori, 1973, nuova ed. Roma, Orme editori, 2011[3]
- Il cane preso sul serio, Milano, Mondadori, 1976